# آلفای کرونباخ
آزمون کرونباخ آلفا (به انگلیسی: Cronbach's alpha) یا قابلیت اعتماد یا پایایی پرسشنامه یک آزمون آماری است که حاصل آن یک ضریب به نام آلفای کرونباخ می‌باشد، برای آزمون قابلیت اعتماد یا پایایی (Reliability) پرسشنامه‌ای که به صورت طیف لیکرت طراحی شده و جوابهای آن چند گزینه‌ای می‌باشند، به کار می‌رود. لی کرونباخ برای برآورد درونی این نوع آزمون‌ها یا مقیاس‌هایی که پاسخ درست یا غلط ندارند بر اساس روش کودر- ریچاردسون فرمول دیگری برای برآورد اعتبار پیشنهاد کرد که به آن روش آلفای کرونباخ می‌گویند.

## ضریب
ضریب کرونباخ آلفا برای سنجش میزان تک بعدی بودن نگرش‌ها، قضاوتها و سایر مقولاتی که اندازه‌گیری آنها آسان نیست به کار می‌رود.
{\displaystyle \alpha ={K \over K-1}\left(1-{\sum _{i=1}^{K}\sigma _{i}^{2} \over \sigma ^{2}}\right)}
در این رابطه {\displaystyle K} تعداد پرسش‌ها و {\displaystyle \sigma _{i}^{2}} واریانس هر پرسش و {\displaystyle \sigma ^{2}} واریانس کل پرسش‌ها است.
چند نکته
- هرقدر همبستگی مثبت بین سؤالات بیشتر شود، میزان آلفای کرونباخ بیشتر خواهد شد و بالعکس هر قدر واریانس میانگین سؤالات بیشتر شود آلفای کرونباخ کاهش پیدا خواهد کرد.
- افزایش تعداد سؤالات تأثیر مثبت یا منفی (بسته به نوع همبستگی بین سؤالات) بر میزان آلفای کرونباخ خواهد گذاشت.
- افزایش حجم نمونه باعث کاهش واریانس میانگین سؤالات در نتیجه باعث افزایش آلفای کرونباخ خواهد شد.

### میزان پایایی و ضریب آلفا کرونباخ
| ضریب آلفا کرونباخ | پایایی درونی |
| ----------------- | ------------ |
| α ≥ ۰٫۹           | عالی         |
| ۰٫۹ > α ≥ ۰٫۸     | خوب          |
| ۰٫۸ > α ≥ ۰٫۷     | قابل قبول    |
| ۰٫۷ > α ≥ ۰٫۶     | مورد سؤال    |
| ۰٫۶ > α ≥ ۰٫۵     | ضعیف         |
| ۰٫۵ > α           | غیرقابل قبول |

## شرایط و ویژگیها
تعداد متغیرها به تعداد سوالات پرسشنامه می‌باشد (که هر دسته سؤال که دارای گزینه‌های همسان و مساوی داشته باشند، باید به‌طور جداگانه آزمون شوند. مثلاً سوالات ۵ جوابه با هم و سه جوابه با هم). ترتیب گویه‌ها (از نظر امتیاز سوالات) برای ضریب کرونباخ مهم نیست، چون این ضریب بر اساس واریانس، محاسبات را انجام می‌دهد
که در آن تعداد گویه‌ها، واریانس جمع نمره‌های هر پاسخگو و واریانس نمرات مربوط به گویه شماره i است.